# Straat Denemarken
De Straat Denemarken ook Straat Groenland (IJslands: Grænlandssund, Deens: Danmarksstrædet) is een zeestraat tussen IJsland en Groenland. Beide gebieden waren ooit een kolonie van Denemarken, vandaar de naam. Op IJsland wordt hij de Straat van Groenland genoemd (Grænlandssund). In de zomer worden hier veel klapmutsen gezien die er komen ruien. 
De zeestraat verbindt de noordelijke Atlantische Oceaan (Irmingerzee) en de Noordelijke IJszee (IJslandzee) met elkaar. Hij is ongeveer 480 kilometer lang en is op het smalste punt 290 kilometer breed. Ten noordoosten van de zeestraat ligt het eiland Jan Mayen.
Onder water bevindt zich een drempel waar overheen per seconde 5 miljoen kubieke meter koud en zoutrijk water van de Oost-Groenlandstroom 3400 meter omlaag valt, van 600 meter naar 4000 meter. Dit is de grootste onderzeese waterval ter wereld.

## Slag in Straat Denemarken
Op 2 mei 1940 werd de Duitse SS Wolfsburg in Straat Denemarken onderschept door de Britse kruiser HMS Berwick. De Wolfsburg werd hierop door de eigen bemanning tot zinken gebracht.
In 1941 probeerde een Duits eskader via Straat Denemarken de Atlantische Oceaan te bereiken, om de duikbootoorlog tegen de konvooien naar Groot-Brittannië te ondersteunen (Unternehmen Rheinübung). Op 24 mei 1941 vond in Straat Denemarken een slag plaats tussen de Britse slagkruiser HMS Hood en het slagschip HMS Prince of Wales  enerzijds en de Duitse zware kruiser Prinz Eugen en het slagschip Bismarck anderzijds. De Prinz Eugen was de vorige dag waargenomen door de Britse kruisers HMS Suffolk en Norfolk. De Hood werd door de Bismarck in het achterste munitieruim getroffen, waarna het schip explodeerde, in twee stukken brak en binnen drie minuten zonk. Door de explosie raakte de Prince of Wales zwaar beschadigd. Ook de Bismarck raakte tijdens het duel beschadigd.
Deze zeeslag staat bekend als de Slag in Straat Denemarken.